# Wuxi, Anhui
Wuxi (kinesiska: 乌溪) är en köping i östra Kina. Den ligger i Dangtu härad i staden Ma'anshan i provinsen Anhui, omkring 140 kilometer sydost om provinshuvudstaden Hefei. Antalet invånare är 21 940. Befolkningen består av 10 966 kvinnor och 10 974 män. Barn under 15 år utgör 13,0 %, vuxna 15-64 år 73 %, och äldre över 65 år 12,0 %.